# Miridiba imitatrix
Miridiba imitatrix är en skalbaggsart som beskrevs av Brenske 1899. Miridiba imitatrix ingår i släktet Miridiba och familjen Melolonthidae. Inga underarter finns listade i Catalogue of Life.